# ジョアン・クロック
ジョアン・ビバリー・"ジョニ"・クロック（Joan Beverly "Joni" Kroc、1928年8月27日 - 2003年10月12日）は、アメリカ合衆国の慈善家である。マクドナルドの実質的な創業者レイ・クロックの妻である。

## 若年期
ジョアン・ビバリー・マンスフィールド(Joan Beverly Mansfield)として1928年8月27日にミネソタ州ウェスト・セントポールで生まれた。父のチャールズ・スマート・マンスフィールドは商店主で、後に鉄道の電信手を経てセールスマンになった。

## 家族
1945年にロウランド・F・"ローリー"・スミス(Rawland F. "Rollie" Smith)と結婚した。ロウランドはアメリカ海軍の退役軍人で、マクドナルドのフランチャイジーとなり、最終的にサウスダコタ州ラピッドシティで3店舗を経営した。結婚の翌年に、ロウランドとの間の娘、リンダ(Linda)が生まれた。
1957年、ミネソタ州セントポールのレストランでジョアンがオルガンを弾いていたとき、マクドナルドの実質的な創業者であるレイ・クロックと出会った。レイは自叙伝でその時のことを、「彼女のブロンドの美しさにぼうっとした」と述べている。当時2人とも配偶者がいた。1969年のマクドナルドのカンファレンスで2人は再会し、その後2人とも配偶者と離婚して、再会の6か月後に結婚した。1984年にレイと死別し、その財産を相続した。

## 慈善事業
死の前年の2002年6月、カリフォルニア州サンディエゴに、クロックからの8700万ドルの寄付により救世軍の巨大なコミュニティセンター「クロック・センター」(Kroc Center)が建設された。クロックの遺言により、同様のコミュニティセンターを全米に建設するためとして、遺産の大部分となる15億ドルが救世軍に寄付された。これは1回の寄付額としては最大のものだった。
サンディエゴ地域にはクロックの名を冠した施設がいくつかある。サンディエゴ大学のジョアン・B・クロック平和正義研究所とジョアン・B・クロック平和研究大学院、サン・ヴァンサン・ド・ポール・ジョアン・クロック・ホームレスセンター、クロック＝コプリー・アニマルシェルターなどである。また、ノートルダム大学にクロック国際平和研究所を設立し、寄付を行った。クロックは氏名の公表は希望しなかったが、寄付を受けた側が宣伝のためにクロックの名を公表することが多かった。
夫の死後、サンディエゴ・パドレスのオーナーを引き継ぎ、メジャーリーグベースボールのチームでは初となる、薬物依存を抱える選手や球団職員のための支援プログラムを開始した。
クロックは政治的な活動も活発に行った。1985年には、ヘレン・カルディコットの"Missile Envy"の再版や主要新聞への意見広告の掲載など、数百万ドルを核軍縮の支援に使った。ポール・コンラッドが製作したきのこ雲を象った彫刻"Chain Reaction"（連鎖反応）を匿名でサンタモニカ市に寄贈し、この彫刻は今も同市に設置されている。反核運動に勤しむクロックのことを、保守派のコラムニスト、カル・トーマスは"McNut"と揶揄した。
1997年、洪水で壊滅的な被害を受けたノースダコタ州グランドフォークスとミネソタ州イーストグランドフォークスに対し、クロックは1500万ドルを寄付した。これは匿名で行われたが、被害の状況を調査するために上空を飛んだプライベートジェットの所有者を記者が突き止めて報道したことにより、クロックによる寄付であることが判明し、クロックは両市の市民から「天使」と呼ばれた。

## 死去
クロックは2003年10月12日に脳腫瘍によりカリフォルニア州ランチョ・サンタフェにおいて75歳で死去した。遺体は火葬され、遺骨はサンディエゴ・ソレント・バレーのエル・カミノ墓地に埋葬された。
遺言により、遺産の大部分の15億ドルが救世軍に寄付された。また、NPRに2億2500万ドルが寄付され、そのうち500万ドルは傘下のサンディエゴのラジオ局であるKPBSへの寄付とされた。

## 大衆文化において
2016年にリサ・ナポリによるクロック夫妻の伝記"Ray & Joan: The Man Who Made The McDonald's Fortune and The Woman Who Gave it All Away"（レイとジョアン: マクドナルドの富を築いた男とそれを全て寄付した女）が刊行された。
2016年、レイ・クロックの半生を描いた映画『ファウンダー』(The Founder)が制作され、ジョアン・スミス（旧姓）の役をリンダ・カーデリーニが演じた。